# Grabhügel D 1-7638-0004 (B)

Der „Grabhügel bei Eschlbach“.

Bei der Denkmalnummer D 1-7638-0004 (B) handelt es sich um ein Hügelgrab aus der Bronzezeit, zwischen 1600 und 1300 v. Chr.
Es hat einen Durchmesser von etwa zehn Metern und eine Höhe von rund 1,5 Metern und befindet sich in einem Waldstück der Gemeinde Bockhorn (Oberbayern), 300 Meter westlich von Hubberg. 30 Meter entfernt findet sich Grabhügel D 1-7638-0004 (A).
Der Hügel ist geöffnet und durchwühlt. Er wurde durch Spaten und Hacke zerstört. Der Umfang ist noch zu erkennen.